# روکیته (استان پومرانی)
روکیته (به لهستانی:  Rokity) یک روستا در لهستان است که در گمینا چارنا دانبرووکا واقع شده‌است. روکیته ۴۹۳ نفر جمعیت دارد.